# Morado

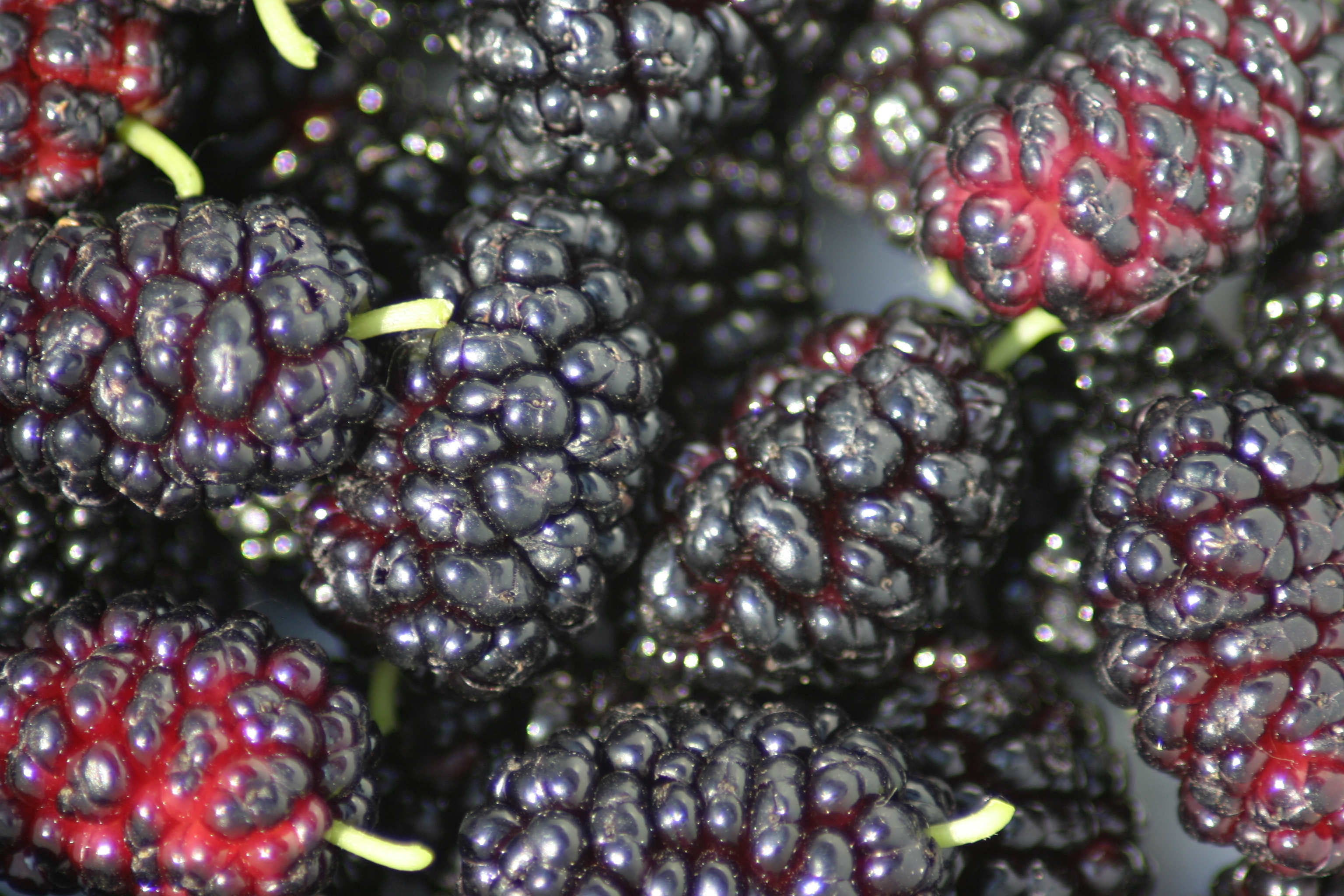
La pigmentación de las moras —frutos del árbol Morus nigra— es la sugerencia cromática originaria del color morado

Morado (del latín vulgar mōra, y este del latín mōrum, ‘mora, fruto del moral’) es un color púrpura o violeta, oscuro y profundo, cuya referencia originaria es el color de la mora, es decir la infrutescencia del moral (Morus nigra ), o un color entre carmín y azul, según la Real Academia Española. También se dice cárdeno o morel. El término «morado» aparece en idioma español a mediados del siglo XV.

## Localismos
En Centroamérica, 'morado' es en ocasiones la denominación del color frambuesa, ya que en la región este fruto recibe el nombre de «mora».

## Usos

Morado heráldico y forma de representarlo mediante rayado

### Heráldica
En heráldica, el morado (murrey en inglés) es un color cuyo uso se limita a las naciones anglófonas, y aun así se emplea muy poco. Entra en la categoría de colores heráldicos considerados «manchas» (stains), y comparte origen con el color sanguíneo (sanguine), al que se parece. Se diferencian en que el morado tiene un matiz purpúreo que el sanguíneo no posee. En grabados (o dibujos en tinta negra), el morado heráldico se representa mediante un entramado de líneas diagonales.

### Vexilología
En vexilología, el morado es un color muy poco utilizado. Debido a la observación de paños viejos y deteriorados por la intemperie, esta tonalidad ha sido fuente de confusión continua con otros colores como el añil, el púrpura, el violeta y el carmesí.

#### El «pendón morado de Castilla»
Mención especial merece la leyenda del «pendón morado de Castilla» que, aun sin haber existido nunca, llegó a ser símbolo de algunas organizaciones reivindicativas y progresistas de su época, influyendo en la creación de la bandera de la Segunda República Española, a la que sus legisladores describieron como «roja, amarilla y morada», pero cuya franja morada, en la práctica, se representó con todo tipo de variantes más azuladas.

## Tonalidades
La denominación de color «morado» no denota una coloración específica ni precisa, sino que designa a una familia de colores similares entre sí.
| HTML       | #572364          | #55316B          | #563C5C          | #AE4A84          |
| CMYK       | (63, 90, 0, 35)  | (72, 90, 0, 35)  | (50, 70, 0, 60)  | (20, 80, 0, 20)  |
| RGB        | (97, 50, 107)    | (85, 49, 107)    | (82, 60, 92)     | (174, 74, 132)   |
| HSV        | (289°, 53%, 42%) | (277°, 54%, 42%) | (289°, 35%, 36%) | (325°, 57%, 68%) |
| Referencia | [ 4 ]            | [ 4 ]            | [ 8 ]            | [ 9 ]            |

## Galería

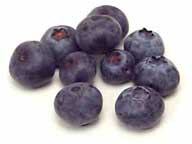
Arándanos morados
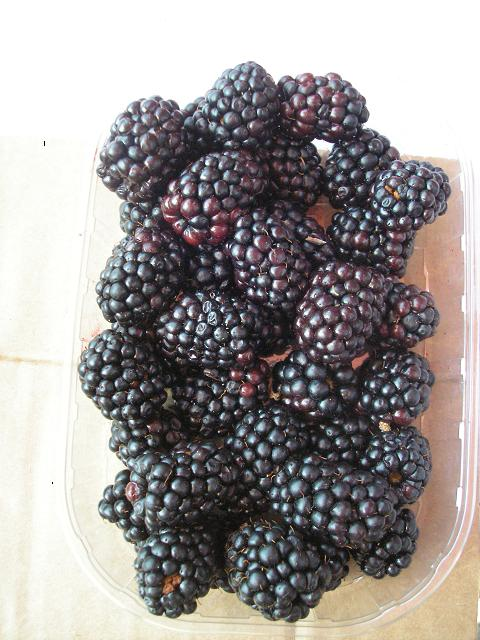
Moras
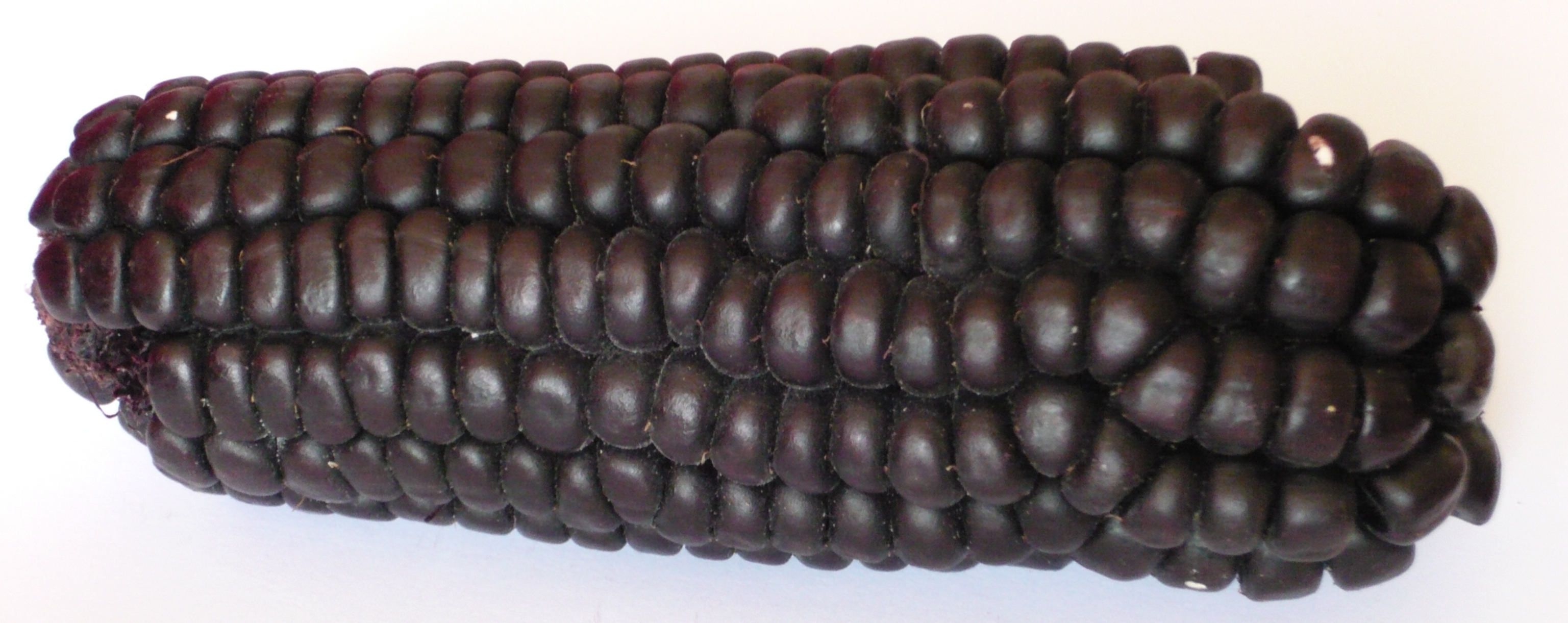
Maíz morado
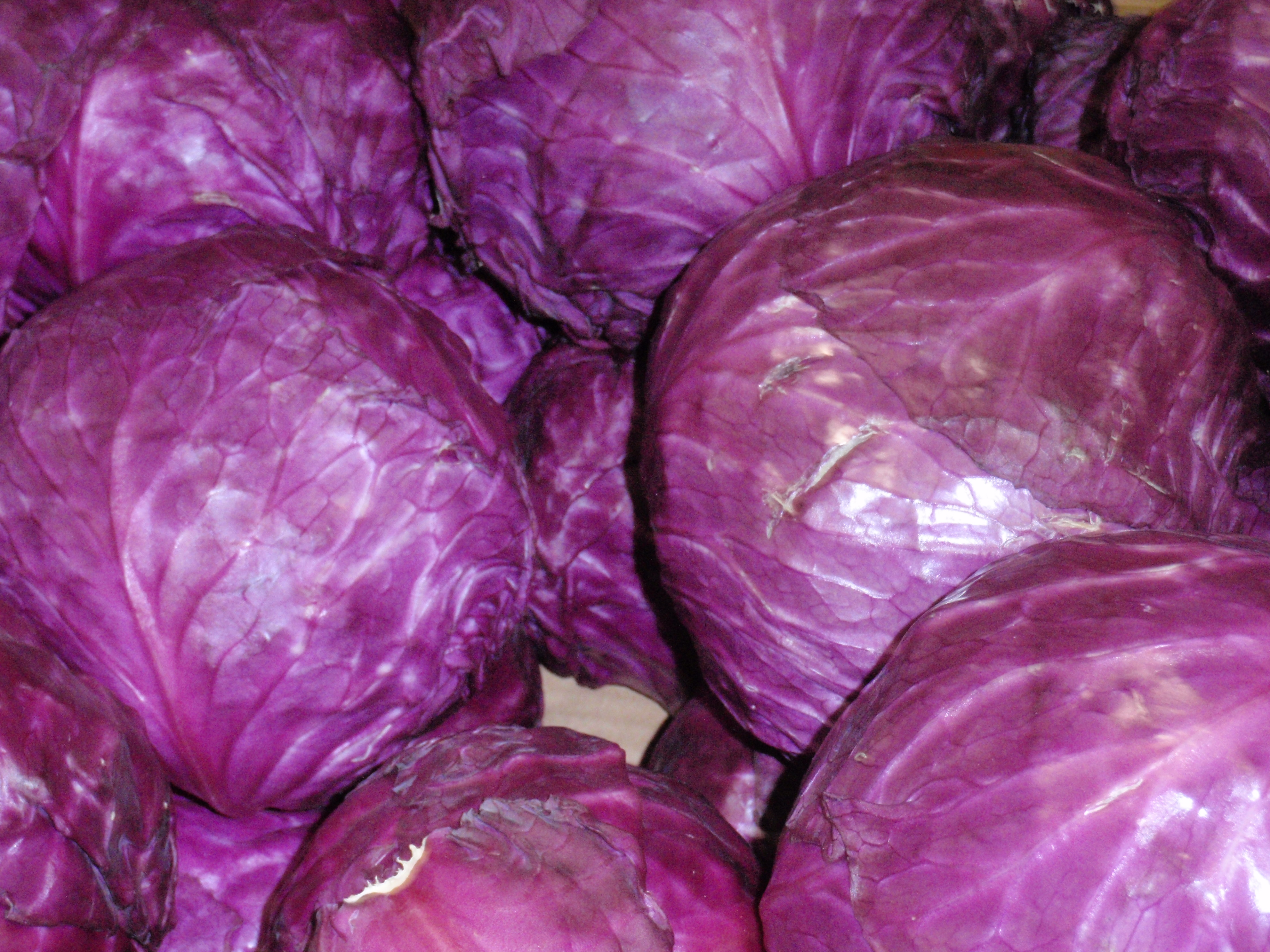
Repollo morado
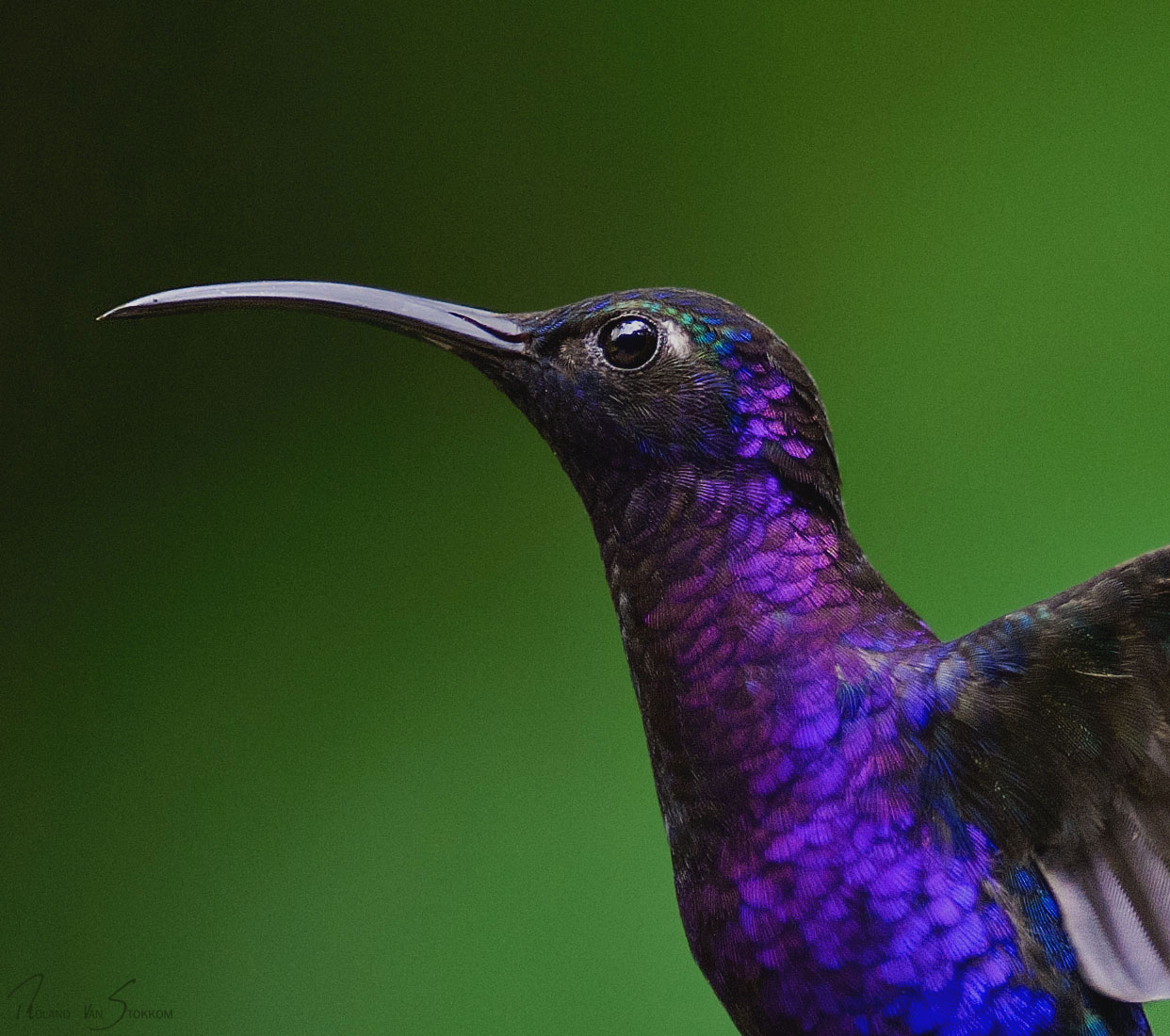
Colibrí morado
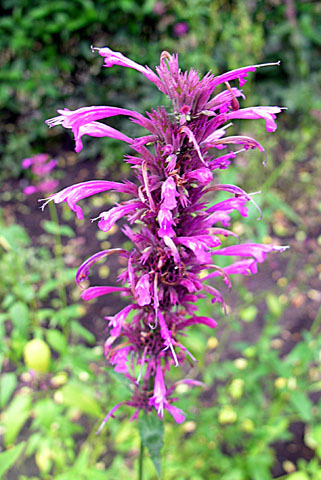
Inflorescencia de toronjil morado o agastache mexicana
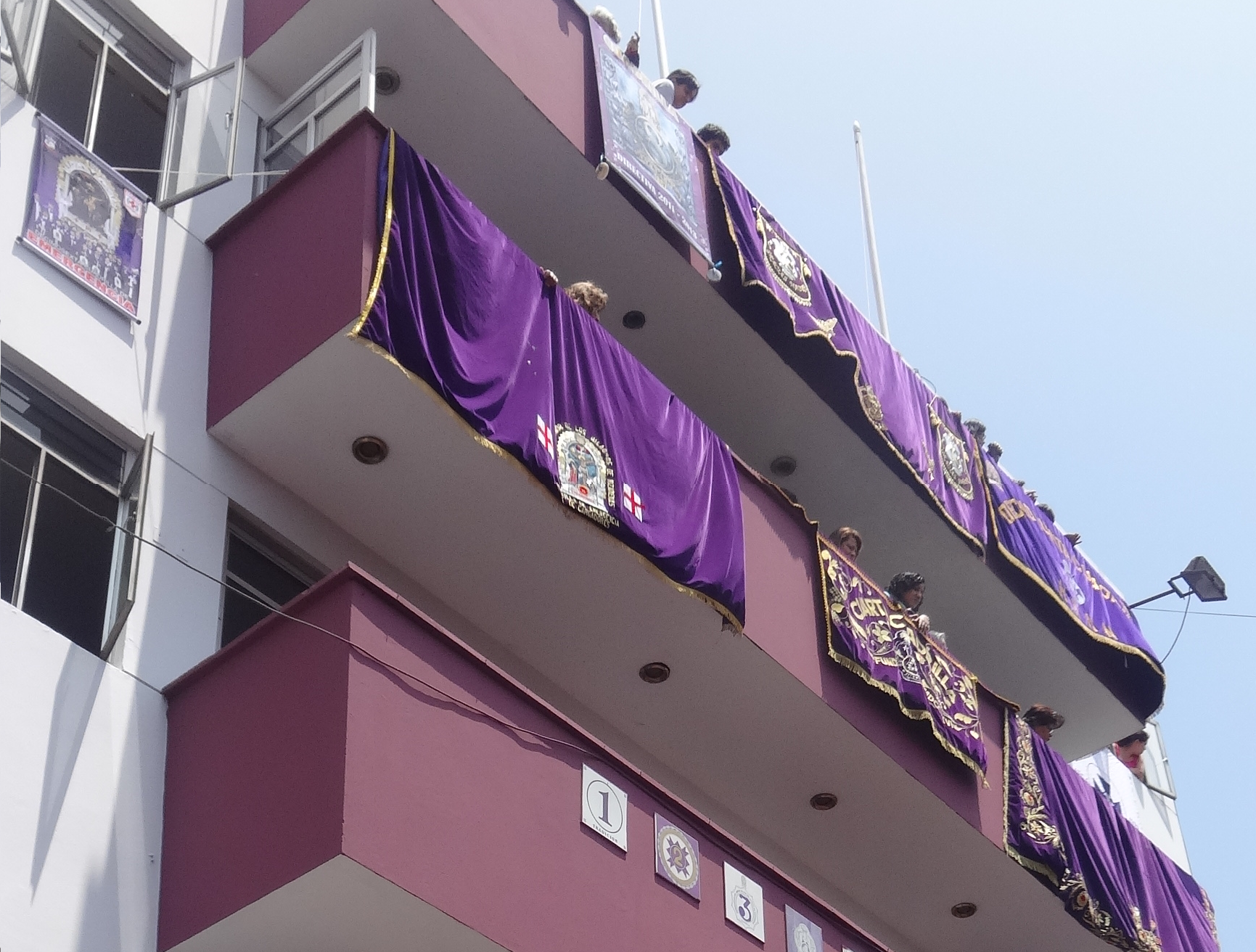
Hermandad del Señor de los Milagros (Lima), también llamado "Cristo morado"